# Hirschwirtscheuer

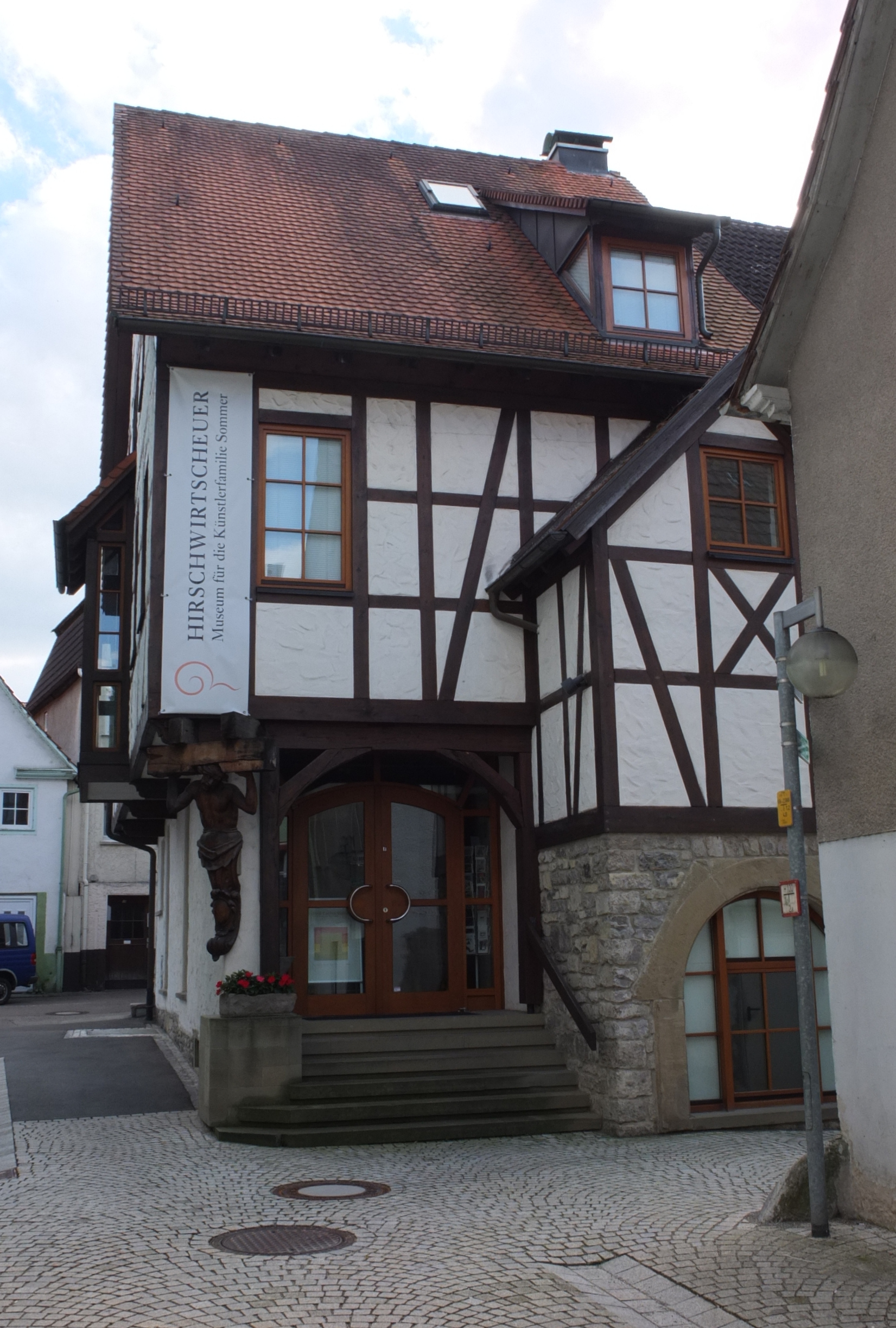
Hirschwirtscheuer (2012)

Die Hirschwirtscheuer ist ein Kunstmuseum in Künzelsau.
Das Museum wird getragen von der Adolf Würth GmbH & Co. KG. Der Verein Freunde der Museen Würth und der Künstlerfamilie Sommer e.V. (vormals Förderverein Künstlerfamilie Sommer e.V.) fördert die ständige Ausstellung zur Künstlerfamilie Sommer. Der Förderverein widmet sich der Aufarbeitung des Werkes der Künstlerfamilie Sommer, die über fünf Generationen hinweg von 1642 bis 1785 in Künzelsau mit Bildhauern, Schreinern und Malern präsent war.
Seit 2010 befindet sich unmittelbar daneben das Stadtmuseum Künzelsau.

## Architektur
Das ursprüngliche Gebäude Hirschwirtscheuer wurde als Wohnhaus mit Scheune im Jahre 1760 durch den Hohenloheschen Hofmaurer Johann Georg Scharpf errichtet und lag in unmittelbarer Nähe der Werkstatt der Familie Sommer am Schlossplatz. Heute steht dieses historische Gebäude, das sich bis 1986 nur noch in baufälligem Zustand erhalten hatte, jedoch nicht mehr. 1988/89 wurde auf dem historischen Kellergewölbe nach alten Plänen das neue Museumsgebäude errichtet.

## Museen Würth
Neben der Hirschwirtscheuer gehören auch das Museum für Schrauben und Gewinde, das Museum Würth und das Museum Würth 2 in Künzelsau und die Kunsthalle Würth und die Johanniterkirche in Schwäbisch Hall zu den Museen Würth, die finanziell von der Adolf Würth GmbH & Co. KG getragen werden.